# Гуминер, Яков Моисеевич
Яков Моисеевич Гуминер (1896—1942) — советский художник-живописец и график.
Родился в Минске, в семье служащих (отец — Моисей-Исаак Хононович Гуминер — врач, мать — учительница). Окончил реальное училище в Минске.
В 1915 году переехал в Петроград, поступил учиться в Рисовальную школу Общества Поощрения Художеств.
С 1918 года учился в ПГСХУМ (Петроградские Государственные Свободные художественно-учебные мастерские).
С 1916 года принимал участие в выставках. Участник творческих объединений Ленинграда — ИзоПролеткульта и других. В 1918 году принимал участие в выставке современной живописи и рисунка.
С 1918 года работал в книжной графике, в журнальной иллюстрации и в плакате, сотрудничал со многими издательствами Ленинграда. Оформил свыше 200 книг и около 100 плакатов. В 1920-е гг. работал по методу конструктивизма.
В 1919 году был назначен руководителем двух новых мастерских, учреждённых при ПГСХУМ: композиционной мастерской и мастерской «Творчество коммуны». До 1929 года был профессором ВХУТЕИНа. Известен, как деятель Пролеткульта в Петрограде и как театральный художник, оформитель спектаклей театра Пролеткульта в Ленинграде.
Занимался праздничным оформлением Петрограда к празднованию 1 мая 1918 года.
К первой годовщине Октябрьской революции, 7 ноября 1918 года, как главный художник-декоратор, создавал праздничное оформление Смольного. Его огромные, монументальные живописные панно — «Слава героям», «Слава социальной революции рабочих и крестьян», «Творчество мирового пролетариата — залог мировой коммуны» были «объединены пафосом революционной тематики, отражали патриотические настроения времени».
В 1923 г. принимал участие в Выставке картин художников Петрограда всех направлений.
Принимал участие в конкурсе на создание проекта «Герб СССР».
В 1927 году на юбилейную выставку театрально-декорационного искусства СССР за 1917—1927 гг. представил проект украшения площади Восстания в Ленинграде к 10-й годовщине Октября.

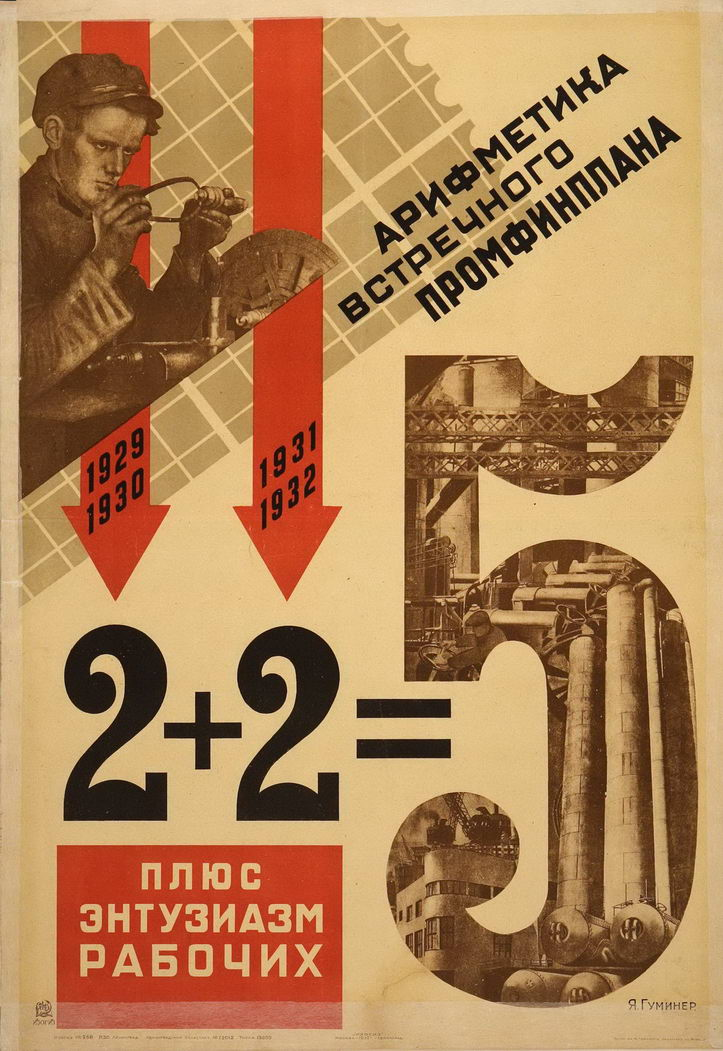
Плакат Якова Гуминера (1931 год)

В 1932 г. принимал участие в выставке «Плакат на службе пятилетки», и в ряде конкурсов политического плаката, его работы неоднократно отмечались премиями.
В 1930-е гг. работал над оформлением выставок «Оборона СССР», История ВКПб (1939—1940).
В 1937—1941 гг. — главный художник Ленинградского филиала Центрального музея В. И. Ленина.
Умер от голода во время блокады Ленинграда в 1942 году.